# Halina Jankowska

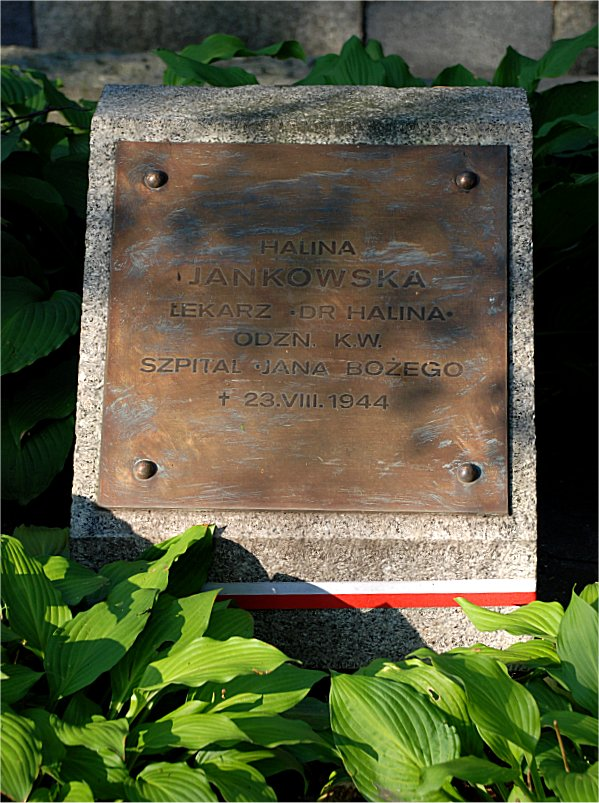
Grób na Powązkach Wojskowych

Halina Jankowska ps. Dr Halina (ur. 6 października 1890 w Berdyczowie, zm. 23 sierpnia 1944 w Warszawie) – polska lekarka psychiatra, podczas powstania warszawskiego lekarz i chirurg w Szpitalu św. Jana Bożego przy ul. Bonifraterskiej 12.

## Życiorys
Medycynę ukończyła w Żeńskim Instytucie Medycznym w Petersburgu w roku 1918. W latach 1919–1920 pracowała na stanowisku asystenta w Szpitalu Psychiatrycznym w Tworkach pod kierownictwem Witolda Łuniewskiego, a następnie w Warszawie w Szpitalu św. Jana Bożego pod kierunkiem Teodora Łapińskiego i kierownika Kliniki Psychiatrycznej Jana Mazurkiewicza. W roku 1923 przeniosła się do Wilna, gdzie pracowała w Klinice Psychiatrii Uniwersytetu im. Stefana Batorego do roku 1935, m.in. pod kierunkiem Rafała Radziwiłłowicza. Zorganizowała opiekę rodzinną nad psychicznie chorymi na Wileńszczyźnie. W roku 1935 wygrała konkurs na stanowisko ordynatora oddziału kobiecego w Szpitalu św. Jana Bożego w Warszawie, w którym pracowała do końca życia.
Dr Halina zginęła 23. dnia powstania warszawskiego pod gruzami Szpitala św. Jana Bożego. Została odznaczona Krzyżem Walecznych. Pochowana w kwaterach powstańczych na Powązkach Wojskowych (kwatera 24B-12-2).
Charakteryzował ją głęboko ludzki stosunek do psychicznie chorych. Pozostawiła dorobek naukowy w postaci kilkunastu publikacji poruszających m.in. zagadnienia związane ze zjawiskiem ejdetyzmu.